# Tirnavia Ice Cup
Tirnavia Ice Cup é uma competição internacional de patinação artística no gelo de níveis júnior, noviço avançado e outros níveis menores, sediado na cidade de Trnava, Eslováquia.

## Edições
| Ano  | Edição | Cidade sede | Júnior | Júnior | Júnior | Noviço | Noviço | Noviço | Ref         |
| Ano  | Edição | Cidade sede | M      | F      | D      | M      | F      | D      | Ref         |
| ---- | ------ | ----------- | ------ | ------ | ------ | ------ | ------ | ------ | ----------- |
| 2008 | 1.ª    | Trnava      | –      | –      | –      | –      | –      | –      | [ 1 ]       |
| 2009 | 2.ª    | Trnava      | •      | •      | •      | •      | •      | •      | [ 2 ]       |
| 2010 | 3.ª    | Trnava      | •      | •      | •      | •      | •      | •      | [ 3 ]       |
| 2011 | 4.ª    | Trnava      | •      | •      | –      | •      | •      | –      | [ 4 ]       |
| 2012 | 5.ª    | Trnava      | •      | •      | –      | •      | •      | –      | [ 5 ]       |
| 2013 | 6.ª    | Trnava      | •      | •      | –      | •      | •      | –      | [ 6 ]       |
| 2014 | 7.ª    | Trnava      | •      | •      | –      | •      | •      | –      | [ 7 ] [ 8 ] |
| 2015 | 8.ª    | Trnava      | •      | •      | –      | •      | •      | –      | [ 9 ]       |
| 2016 | 9.ª    | Trnava      | •      | •      | –      | •      | •      | –      | [ 10 ]      |
| 2017 | 10.ª   | Trnava      | •      | •      | –      | •      | •      | –      | [ 11 ]      |

## Lista de medalhistas

### Júnior

#### Individual masculino júnior
| Evento                 | Ouro                                | Prata                                 | Bronze                          |
| Trnava 2009 (detalhes) | Jakub Štróbl · Eslováquia           | Yakov Godorozha · Ucrânia             | Petr Coufal · República Tcheca  |
| Trnava 2010 (detalhes) | Vitali Luchanok · Bielorrússia      | Yakov Godorozha · Ucrânia             | Igor Reznichenko · Ucrânia      |
| Trnava 2011 (detalhes) | Alexander Schöpke · Alemanha        | Juho Pirinen · Finlândia              | Vincent Hey · Reino Unido       |
| Trnava 2012 (detalhes) | Tomáš Kupka · República Tcheca      | Jan Kurník · República Tcheca         | Marco Klepoch · Eslováquia      |
| Trnava 2013 (detalhes) | Marco Klepoch · Eslováquia          | Marco Zandron · Itália                | Jakub Kršňák · Eslováquia       |
| Trnava 2014 (detalhes) | Jiří Bělohradský · República Tcheca | Matyáš Bělohradský · República Tcheca | Jakub Kršňák · Eslováquia       |
| Trnava 2015 (detalhes) | Mate Borocz · Hungria               | Jakub Kršňák · Eslováquia             | Filip Scerba · República Tcheca |
| Trnava 2016 (detalhes) | Ryszard Gurtler · Polônia           | Julian Donica · França                | Jakub Kršňák · Eslováquia       |
| Trnava 2017 (detalhes) | Filip Ščerba · República Tcheca     | Daniel Mrázek · República Tcheca      | Jakub Kršňák · Eslováquia       |

#### Individual feminino júnior
| Evento                 | Ouro                                         | Prata                                        | Bronze                               |
| Trnava 2009 (detalhes) | Karolína Sýkorová · Eslováquia               | Monika Simančíková · Eslováquia              | Patricia Gleščič · Eslováquia        |
| Trnava 2010 (detalhes) | Karolína Sýkorová · Eslováquia               | Alina Biletska · Ucrânia                     | Krista Pitkäniemi · Finlândia        |
| Trnava 2011 (detalhes) | Anne Zetzsche · Alemanha                     | Erika Víteková · Eslováquia                  | Laura Raszyková · República Tcheca   |
| Trnava 2012 (detalhes) | Lutricia Bock · Alemanha                     | Anna Khnychenkova · Ucrânia                  | Natalia Fartushina · Alemanha        |
| Trnava 2013 (detalhes) | Lea Johanna Dastich · Alemanha               | Klára Světlíková · República Tcheca          | Dorka Havasi · Hungria               |
| Trnava 2014 (detalhes) | Ivett Tóth · Hungria                         | Fruzsina Medgyesi · Hungria                  | Elif Erdem · Turquia                 |
| Trnava 2015 (detalhes) | Michaela Lucie Hanzlíková · República Tcheca | Anna Litvinenko · Reino Unido                | Nina Letenayova · Eslováquia         |
| Trnava 2016 (detalhes) | Elodie Eudine · França                       | Michaela Lucie Hanzlíková · República Tcheca | Laura Karhunen · Finlândia           |
| Trnava 2017 (detalhes) | Anna Litvinenko · Reino Unido                | Linnea Ceder · Finlândia                     | Lizaveta Malinouskaya · Bielorrússia |

#### Dança no gelo júnior
| Evento                 | Ouro                                           | Prata                                               | Bronze                                                 |
| Trnava 2009 (detalhes) | Dóra Turóczi · Balázs Major · Hungria          | Maria Nosulia · Evgeni Kholoniuk · Ucrânia          | Karolína Procházková · Michal Češka · República Tcheca |
| Trnava 2010 (detalhes) | Lolita Yermak · Alexander Liubchenko · Ucrânia | Anastasia Karnaushchenko · Alexei Khimich · Ucrânia | Shari Koch · Christian Nüchtern · Alemanha             |

### Noviço avançado

#### Individual masculino noviço avançado
| Evento                 | Ouro                                   | Prata                               | Bronze                          |
| Trnava 2009 (detalhes) | Michael Christian Martinez · Filipinas | Krzysztof Gała · Polônia            | Peter Novella · Eslováquia      |
| Trnava 2010 (detalhes) | Ivan Pavlov · Ucrânia                  | Marco Klepoch · Eslováquia          | Cătălin Dimitrescu · Roménia    |
| Trnava 2011 (detalhes) | Francesco Bellomo · Itália             | Jakub Kršňák · Eslováquia           | Artsiom Tseluiko · Bielorrússia |
| Trnava 2012 (detalhes) | Faris Heritz · Alemanha                | Jiří Bělohradský · República Tcheca | Alexander Borovoj · Hungria     |
| Trnava 2013 (detalhes) | Matyáš Bělohradský · República Tcheca  | Martin Bidař · República Tcheca     | Matej Gregorc · Eslovênia       |
| Trnava 2014 (detalhes) | Adam Siao Him Fa · França              | Georgy Markov · Rússia              | Filip Ščerba · República Tcheca |
| Trnava 2015 (detalhes) | Georgy Markov · Rússia                 | nenhum outro competidor             | nenhum outro competidor         |
| Trnava 2016 (detalhes) | Daniel Mrázek · República Tcheca       | Lukáš Buksa · República Tcheca      | Szymon Derechowski · Polônia    |
| Trnava 2017 (detalhes) | Lukáš Václavík · Eslováquia            | Oliver Kubačák · Eslováquia         | Luka Logar · Eslovênia          |

#### Individual feminino noviço avançado
| Evento                 | Ouro                                         | Prata                               | Bronze                                |
| Trnava 2009 (detalhes) | Goda Butkutė · Lituânia                      | Lana Bagen · Reino Unido            | Kristýna Vašíčková · República Tcheca |
| Trnava 2010 (detalhes) | Eline Anthonissen · Bélgica                  | Emilia Toikkanen · Finlândia        | Elle Koivunotko · Finlândia           |
| Trnava 2011 (detalhes) | Ivett Tóth · Hungria                         | Lutricia Bock · Alemanha            | Lea Johanna Dastich · Alemanha        |
| Trnava 2012 (detalhes) | Joanna Kallela · Finlândia                   | Lea Johanna Dastich · Alemanha      | Paula Mikolajczyk · Alemanha          |
| Trnava 2013 (detalhes) | Michaela Lucie Hanzlíková · República Tcheca | Julia Batori · Hungria              | Natálie Kratěnová · República Tcheca  |
| Trnava 2014 (detalhes) | Lara Guček · Eslovênia                       | Nina Polšak · Eslovênia             | Lucie Reiche · Alemanha               |
| Trnava 2015 (detalhes) | Kia Elizabeth Blackburn · Reino Unido        | Alexia Walker-Mcgrath · Reino Unido | Emese Csizser · Hungria               |
| Trnava 2016 (detalhes) | Lizaveta Malinouskaya · Bielorrússia         | Dora Nagy · Hungria                 | Denisa Cimlová · República Tcheca     |
| Trnava 2017 (detalhes) | Regina Scherman · Hungria                    | Csenge Raab · Hungria               | Ema Doboszová · Eslováquia            |

#### Dança no gelo noviço avançado
| Evento                 | Ouro                                                | Prata                                    | Bronze                                             |
| Trnava 2009 (detalhes) | Jana Bryndová · Alexandr Sinicyn · República Tcheca | Szilvia Magyar · Dániel Illés · Hungria  | Kateřina Koníčková · Matěj Lang · República Tcheca |
| Trnava 2010 (detalhes) | Anastasia Skoptsova · Nikita Nazarov · Rússia       | Lyndsay Pousset · Louis Thauron · França | Ekaterina Lautova · Sergei Alexandrov · Rússia     |